# Werft B. Tholen
Die Werft B. Tholen bestand in Papenburg bereits um 1800 und wurde als Bauwerft von Kleinschiffen, Briggs, Brigantinen und Schoner bekannt.

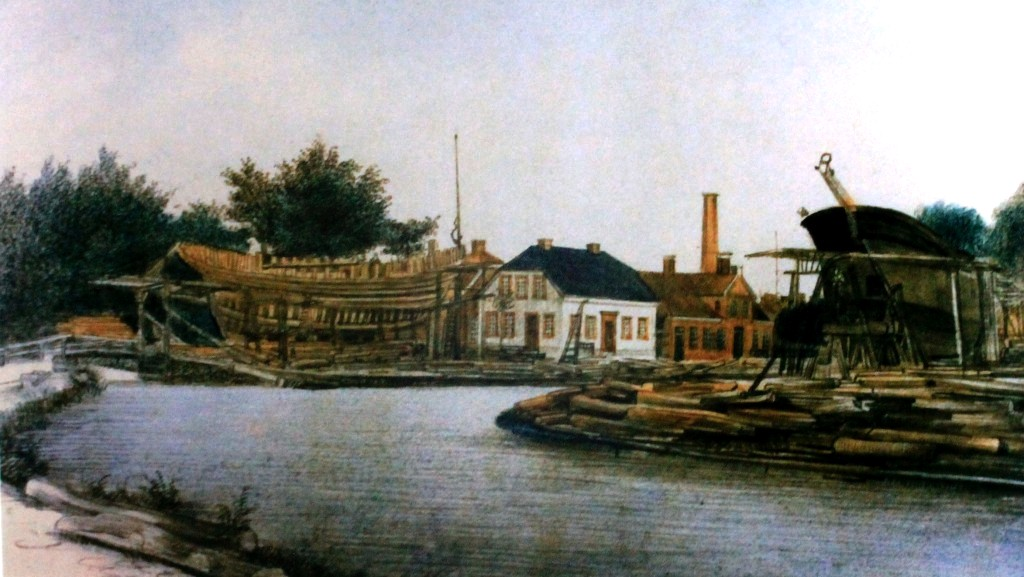
Papenburg um 1855, Blick auf den Hauptkanal mit der Tholenwerft und rechts dem Vorläufer der Meyer Werft

Bis 1891 entstanden rund 50 Holzschiffe auf dieser Werft, die größten wie die Brigg Louis war mit 230 BRT vermessen. Die Werft B. Tholen lag am Hauptkanal, an der Ecke des damaligen Hoffkanals. Aufgrund des engen Kanals war der Stapellauf von größeren Schiffen nicht möglich.